# Charlie Ray
Charlie Ray (8 maart 1992), geboren als Charlotte Ray Rosenberg, is een Amerikaans actrice.
Rays tante bracht Ray in 2005 mee naar een auditie voor de film Little Manhattan. Ray had nooit eerder ervaring met acteren, maar kreeg de rol. Ze was in de film te zien naast Josh Hutcherson. Ze versloeg onder andere AnnaSophia Robb voor de rol.
Later was Ray nog te zien in een aflevering van Law & Order: Special Victims Unit. De aflevering werd uitgebracht op 14 november 2006 en heeft kinderprostitutie als onderwerp. Ray was in 2006 ook te zien in de minder bekende televisiefilm Company Town.
- International Standard Name Identifier: 0000 0000 3624 9458
- Library of Congress Control Number: n2006057323
- Virtual International Authority File: 56040569
- WorldCat: E39PBJq74QD79J4pfyjyXvKfMP